# ووینوویتسه (شهرستان وروتسواف)
ووینوویتسه (به لاتین: Wojnowice) یک روستا در لهستان است که در گمینا چرنگتسا واقع شده‌است.